# Giuliopoli
Giuliopoli is een plaats (frazione) in de Italiaanse gemeente Rosello.